# Bengalisk tiger
Bengalisk tiger, indisk tiger eller kungstiger (Panthera tigris tigris), är en underart till tiger. Den största koncentrationen finns i Indien och Bangladesh men utbredningsområdet sträcker sig även till Nepal, Bhutan och västra Myanmar. Arten kallas även kungstiger eller bengaltiger.

## Utseende
Den adulta hanen av bengalisk tiger väger ungefär 200-230 kilo medan honor väger cirka 140 kilo. 1967 sköts en tiger i Uttar Pradesh med en uppmätt vikt på 389 kg, vilket är den högst uppmätta vikten för en individ hos samtliga underarter av tiger. Bengalisk tiger fanns tidigare i två färgvarianter: den gula med svarta ränder och inslag av vitt i ansiktet, på bringan och buken samt gula ögon och den sällsynta vita tigern, som har vit grundfärg, bruna ränder, blå ögon och rosa nos och trampdynor.

## Ekologi
Bengalisk tiger förekommer i varierade områden som subtropisk och tropisk regnskog, savanner eller olika skogstyper. Bengalisk tiger får 2-4 ungar med 2-2,5 års mellanrum. Viktiga bytesdjur är hjort, buffel, gaurer, antiloper, vildsvin och apor.

## Bengalisk tiger och människan
Den första vita tigern i en djurpark - Mohan - fångades som nio månader gammal unge av maharadjan av Rewa 1951.

### Hot och status
Enligt en uppskattning med hjälp av bilder tagna med automatiska kameror som utfördes 2007 av Wildlife Institute of India består den vilda populationen av 1 300 till 1 500 individer. IUCN kategoriserar underarten som starkt hotad. På grund av djurets sällsynthet får det inte jagas.